# Aire urbaine de Mazamet
L'aire urbaine de Mazamet est une aire urbaine française constituée autour de la ville de Mazamet (Tarn).

## Caractéristiques
En 2020, l'Insee définit un nouveau zonage d'étude : les aires d'attraction des villes. L'aire d'attraction de Mazamet remplace désormais son aire urbaine, avec un périmètre différent.
D'après la délimitation établie par l'INSEE en 2010, l'aire urbaine de Mazamet est composée de 8 communes, toutes situées dans le Tarn.
Son pôle urbain est l'unité urbaine (couramment : agglomération) de Mazamet, formée de 6 communes.
Les 2 autres communes, dites monopolarisées, sont des communes rurales.

### Communes
Liste des communes appartenant à l'aire urbaine de Mazamet selon la nouvelle délimitation de 2010 et sa population municipale en 2016 (liste établie par ordre alphabétique) :
| Nom                  | Code Insee | Statut | Superficie (km2) | Population (dernière pop. légale) | Densité (hab./km2) |
| -------------------- | ---------- | ------ | ---------------- | --------------------------------- | ------------------ |
| Aiguefonde           | 81002      |        | 19,13            | 2 507 (2022)                      | 131                |
| Aussillon            | 81021      |        | 10,26            | 5 617 (2022)                      | 547                |
| Bout-du-Pont-de-Larn | 81036      |        | 7,63             | 1 249 (2022)                      | 164                |
| Caucalières          | 81066      |        | 12,8             | 288 (2022)                        | 22                 |
| Mazamet              | 81163      |        | 72,08            | 10 123 (2022)                     | 140                |
| Payrin-Augmontel     | 81204      |        | 12,84            | 2 193 (2022)                      | 171                |
| Pont-de-Larn         | 81209      |        | 34,51            | 2 866 (2022)                      | 83                 |
| Le Vintrou           | 81321      |        | 11,38            | 91 (2022)                         | 8                  |

### Évolution de la composition
- 1999 : 8 communes (dont 6 forment le pôle urbain)
- 2010 : 8 communes (dont 6 forment le pôle urbain)
  - Le Vintrou ajoutée à la couronne du pôle (+1)
  - Le Rialet devient une communes multipolarisée

## Évolution démographique
L'évolution démographique ci-dessous concerne l'unité urbaine selon le périmètre défini en 2010.
| 1968   | 1975   | 1982   | 1990   | 1999   | 2009   | 2011   | 2013   | 2014   |
| ------ | ------ | ------ | ------ | ------ | ------ | ------ | ------ | ------ |
| 29 362 | 29 497 | 28 719 | 27 842 | 26 186 | 25 831 | 25 681 | 25 538 | 25 559 |

| 2015   | 2016   | 2017   | - | - | - | - | - | - |
| ------ | ------ | ------ | - | - | - | - | - | - |
| 25 370 | 25 141 | 25 054 | - | - | - | - | - | - |

## Historique
En 1999, ses 26 186 habitants faisaient d'elle la 220e aire urbaine de France.